# Lavagnese 1919
L'Unione Sportiva Dilettantistica Lavagnese 1919, meglio nota semplicemente come Lavagnese, è una società calcistica italiana con sede a Lavagna (GE). Milita in Serie D, la quarta serie del campionato italiano di calcio.

## Storia

### Le origini
Nel 1907 si costituisce a Lavagna la Società Giovane Sport che assorbe il Comitato per i festeggiamenti del XX Settembre (originatosi dopo il 1870 a ricordo della presa di Porta Pia) con prevalenti attività rivolte all'atletica leggera, pesante e al ciclismo. Di lì a poco sorge il Circolo Giovanile, tra i due sodalizi non corre buon sangue per motivi campanilistici, ma nel 1919 i riflessi della guerra terminata vittoriosamente contribuiscono a suscitare un reciproco desiderio di affratellarsi al fine di potenziare lo sport cittadino.
Nel 1914 e nel 1915 vengono per esempio disputate alcune gare amichevoli contro la Ruentes Rapallo e contro l'Ardita Juventus da prima dalla Giovane Sport e poi da una fantomatica Pro Lavagna nata probabilmente dai primi esperimenti di unione cittadina.
Nel 1919 sono sempre più frequenti le gare amichevoli disputate dal Circolo Giovanile Lavagna: il 27 aprile contro il 90º Fanteria Chiavari, il 4 maggio contro la Stella Sportiva di Zoagli (2-0), il 18 maggio contro la Ruentes Rapallo (1-2) e il 25 maggio contro l'Entella Chiavari (2-5).
In un primo tempo la data di nascita della Unione Sportiva Lavagnese sembrava essere il 15 luglio 1918, ma da testimonianze umane e in mancanza di un vero documento ufficiale precedente, la data viene fissata al 19 giugno 1919.

### La Serie C
Nel 1948 raggiunge il primo traguardo importante: terza nel girone B della Serie C Nord. Secondo il regolamento la prima squadra di ogni girone, poi diventate due a fine stagione, hanno diritto all'ingresso nella nuova C gestita dalla Lega Nazionale: arrivando terza la Lavagnese non centra quindi l'obiettivo salvezza. Da quel momento inizia un periodo buio per la Lavagnese, che inizia a disputare i campionati regionali inferiori quali Promozione Interregionale e Prima Categoria.

### Vent’anni di Serie D
Dal 2002-2003 partecipa consecutivamente al campionato dilettantistico di Serie D.
Nella stagione 2007-2008 la Lavagnese disputa un ottimo campionato finendo al 4º posto che vale la qualificazione ai play-off per arrivare in Serie C2. I play-off non sono però favorevoli alla squadra bianconera che perde per 1-0 la semifinale contro la Pro Belvedere Vercelli, finendo così la sua corsa.
La stagione 2008-2009 si apre bene per i liguri che, dopo 6 giornate si ritrovarono terzi in campionato a pari punti con il Derthona (2º) e a un solo punto dalla Biellese (1ª), ma si rivela un fuoco di paglia dato che la Lavagnese non riesce a mantenere questo ritmo e si deve accontentare di una salvezza con il 10º posto finale.
Nella stagione 2011-2012 si qualifica come 5ª nella stagione regolare, partecipando ai play-off del girone e vincendoli grazie a un 1-0 sul campo del Chieri e uno 4-0 su quello del Santhià, accedendo alla fase nazionale per la prima volta nella sua storia. L'avventura nei play-off si conclude al quarto turno con la sconfitta per 1-0 contro il Cosenza Calcio.
Nelle successive due stagioni arriva alla seconda fase dei play-off mentre nel 2014-2015 si classifica 9ª con la bandiera Gabriele Venuti che a fine stagione si ritira dal calcio giocato all'età di 37 anni dopo 20 anni di attività di cui 11 alla Lavagnese. Nell'ottobre dello stesso anno annuncia il ritiro un altro grande del calcio locale: Paolo Livellara, difensore classe 1980 con alle spalle cinque stagioni e 133 presenze e 9 gol con la maglia bianconera il quale viene inserito nell'organigramma tecnico del settore giovanile.
La stagione 2015-2016 é una delle migliori in Serie D per la Lavagnese che raggiunge il 3º posto assoluto alle spalle di Sporting Bellinzago e Caronnese perdendo proprio contro quest'ultima la finale play-off. Nonostante la Lavagnese sia la prima ripescabile delle non aventi diritto e molte di queste non accettino il ripescaggio, il team del Presidente Compagnoni conferma la categoria e disputa il 15º campionato consecutivo in Serie D.
Nell'estate del 2016, dopo sette stagioni in bianconero e la conquista della qualificazione a ben quattro edizioni dei play-off nazionali, le strade di Andrea Dagnino e della Lavagnese si dividono. Il nuovo tecnico per la stagione 2016-2017 viene così individuato in Luca Tabbiani, ex enfant prodige del Genoa con una grande esperienza da calciatore tra i professionisti, al quale viene assegnato il compito di ripartire da zero. Il primo obiettivo stagionale dichiarato è la salvezza tranquilla ma, con il passare del tempo e l'amalgamarsi della squadra, il team bianconero raggiunge nuovamente i play-off. In seguito all'ottimo lavoro dell'allenatore Tabbiani e del suo staff alcune società di rilievo si interessano al tecnico ex Genoa, pertanto la società decide di affidare la panchina all'ex capitano Gabriele Venuti che nelle ultime due stagioni aveva prima centrato la qualificazione ai play-off di girone con la Juniores Nazionale e poi coadiuvato Andrea Dagnino come collaboratore tecnico e Luca Tabbiani come allenatore in seconda; suo collaboratore diviene Paolo Livellara (giunto in finale con gli Allievi Regionali leva 2000) che allena anche gli Juniores con il capitano della prima squadra Giacomo Avellino. A settembre la squadra venne rinforzata con l'arrivo degli svincolati Silvano Raggio Garibaldi (fratello gemello di Stefano, ex portiere dei bianconeri) e Simone Basso (già alla Lavagnese nel 2005-2006).
La stagione 2017-2018 è però una delle peggiori da quando la società disputa la Serie D; dopo una buona partenza il team di Venuti si ritrova a novembre in testa alla classifica ma, dopo alcuni scontri diretti persi, al giro di boa la Lavagnese si ritrova al 7º posto con 27 punti in 17 gare. Il girone di ritorno si trasforma in un incubo con buone prestazioni ma risultati deludenti mettendo insieme in 17 gare solo 14 punti. Nelle ultime quattro giornate per dare un segnale la società esonera Gabriele Venuti e promuove Gianni Nucera da vice a responsabile tecnico. Complice la stanchezza fisica e mentale, l'allenatore pro tempore non riesce a fare meglio e il campionato si conclude tra l'amarezza generale al 13º posto.
L’11 maggio 2018 viene annunciato come nuovo tecnico Luca Tabbiani, gradito ritorno dopo la parentesi al Savona; con l'allenatore genovese la Lavagnese conduce un campionato tranquillo chiudendo al 10º posto.
La successiva stagione i bianconeri festeggiano il Centenario. Sulla panchina siede ancora Gianni Nucera. La stagione è però una delle più travagliate per i colori bianconeri perché, complici alcuni fattori anche estranei al terreno di gioco, i ragazzi di Nucera si ritrovano il 15 dicembre ultimi in classifica con soli undici punti. Tuttavia, anche grazie agli acquisti di Jonathan Rossini, Pietro Tripoli e Francesco Cantatore con sedici punti in sette giornate la Lavagnese risale fino alla 12ª posizione con un punto di vantaggio sulla zona retrocessione al momento della sospensione dei campionati per la pandemia di COVID-19 il 23 febbraio 2020.
La stagione 2020/2021 vede riconfermare alla guida del team Gianni Nucera al quale viene affiancato Vincenzo Ranieri, allenatore della Juniores Nazionale. La stagione non si apre nel migliore dei modi: la pandemia di Covid-19 imperversa a livello mondiale ma la LND decide di far ripartire il campionato tra mille incertezze, il team bianconero lotta tenacemente e mantiene una posizione di centro classifica fino al termine del girone di andata raccogliendo 28 punti nelle prime 19 giornate. Dopo una serie di sconfitte consecutive la società decide quindi di sollevare dall'incarico Nucera e di affidare la guida della squadra al vice Ranieri che traghetta il team con grande professionalità e impegno ma scarsa fortuna fino all'arrivo di Cristiano Masitto il 2 marzo 2021. Da tale data l'allenatore di Camisano Vicentino ottiene 28 punti in 16 gare con 8 vittorie, 4 pareggi e 4 sconfitte chiudendo la stagione al 9º posto assoluto per poi lasciare a fine stagione e tornare al Campodarsego, sempre in Serie D nel girone C trentino-veneto-friulano, portandosi dietro i giovani ex Entella Addiego Mobilio, Oneto, Alluci e Solinas.
Contemporaneamente a Masitto la società e il Direttore Sportivo Simone Adani decidono consensualmente di non proseguire il loro rapporto dopo sette stagioni. Nella stessa serata la società annuncia l’ex allenatore bianconero Andrea Dagnino come nuovo Direttore Generale e Gianluca Fasano come nuovo allenatore per la 20ª stagione consecutiva in Serie D dei liguri. La Lavagnese finìsce intanto al centro dei riflettori quando il 16 luglio la disciplinare della FIFA infligge al club tigullino e al Valdivara 5 Terre uno stop di quattro sessioni di mercato e una multa di 4.000 franchi svizzeri con l'ipotesi di aver assecondato negli anni lo Spezia di Gabriele Volpi tesserando calciatori minorenni provenienti dalla sua scuola calcio nigeriana di Abuja (vedi Umar Sadiq, David Okereke e altri) per poi cederli al club spezzino una volta diventati maggiorenni. A dicembre il capitano Giacomo Avellino, da dodici stagioni al Riboli, supera quota 400 presenze con la maglia bianconera, record di sempre per il sodalizio di Compagnoni. Il 17 febbraio 2022 Fasano viene esonerato con la squadra al penultimo posto con 17 punti e il giorno seguente viene richiamato Nucera il quale al debutto vince il derby con il Sestri Levante (2-1). Tuttavia la Lavagnese, dopo vent’anni di Serie D, retrocede alla terzultima giornata poiché, nonostante sia riuscita ad agguantare il terzultimo posto in classifica che varrebbe i play-out, ci sono più di 8 punti di differenza dall’Asti che in quel momento si trova al quindicesimo posto con un distacco di 14 punti. La squadra di Nucera termina il campionato al penultimo posto e l'allenatore non viene confermato per la stagione seguente.
Oltre all'allenatore anche il DG, nonché ex allenatore bianconero, Andrea Dagnino non viene confermato venendo sostituito da Giacomo Nicolini mentre l'ex giocatore Andrea Croci, ritiratosi da poco, diventa Direttore sportivo, Simone Del Nero il nuovo Responsabile del settore giovanile (lascerà l’incarico già ad agosto per motivi personali) e dal Rapallo arriva Antonio Verrini come vicepresidente. Il 20 giugno il TAS di Losanna accetta il ricorso della società avverso la decisione di infliggerle due sessioni di mercato (fino al 31/12/2022) portandola a una sola peraltro già scontata e così la società torna ad acquistare diversi giocatori; da segnalare il rinnovo di Giacomo Avellino, giunto alla sua 14ª stagione consecutiva con i bianconeri con il record di 417 presenze (e 54 reti) in gare ufficiali con la Lavagnese.

### Il ritorno immediato in D
La proprietà decide quindi di effettuare l'iscrizione al campionato di Eccellenza ligure 2022-2023 ma di procedere anche per ottenere il ripescaggio in Serie D, purtroppo ogni tentativo risulta vano e dopo 21 anni di assenza la Lavagnese si ripresenta ai nastri di partenza del campionato di Eccellenza Ligure. Per questo nuovo corso viene così scelto un allenatore già conosciuto dalla società, Vincenzo Cammaroto, ex allenatore in seconda di Luca Tabbiani al Fiorenzuola ed esonerato dal Sestri Levante a campionato in corso l'anno prima. Nonostante un organico di prim'ordine le cose non vanno per il verso giusto: superato il primo turno di Coppa Italia, in campionato i nove punti in sette giornate non garantiscono a Cammaroto la permanenza sulla panchina bianconera che il 17 ottobre 2022, alla vigilia del match clou Albenga-Lavagnese, viene affidata ad Alberto Ruvo che nel suo palmares annovera tra l'altro sette promozioni e una Coppa Italia in quattordici stagioni da allenatore. In Coppa la Lavagnese elimina nell'ordine Athletic Club Albaro, Rapallo Ruentes, Canaletto e Busalla, ma la sua corsa si ferma in finale venendo sconfitta allo Stadio Ferruccio Chittolina di Vado dall'Imperia che si impone per 2-0 grazie a due calci di rigore. Nonostante la sconfitta in Coppa, la squadra riplasmata da Ruvo inanella una serie di diciotto risultati utili consecutivi che riduce notevolmente il gap dall'Albenga ma non quanto basta per impedire agli ingauni di conquistare la promozione diretta in Serie D. La Lavagnese si piazza al secondo posto con alcune giornate di anticipo, posizione che le consente di disputare i play-off nazionali per l'ammissione alla Serie D 2023-2024. Dopo aver eliminato il Borgomanero in semifinale, il 18 giugno 2023 la Lavagnese in finale, dopo l’1-1 dell’andata, batte il Mapello fuori casa per 3-4 ritornando in Serie D dopo un solo anno.

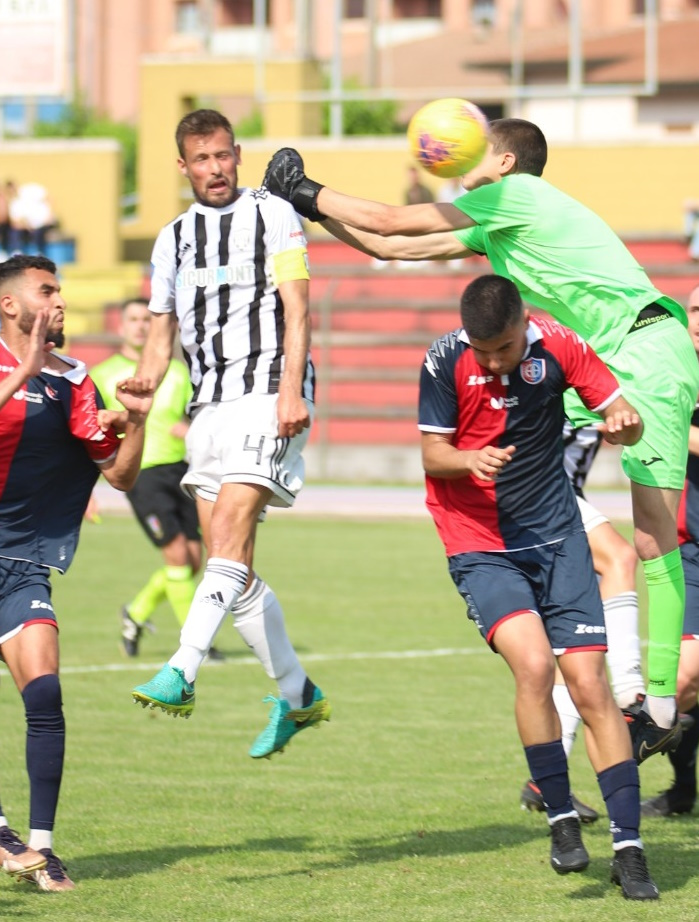
Avellino segna il gol dell'1-0 contro il Borgomanero al 91'

A luglio il capitano Giacomo Avellino rinnova ancora una volta il proprio contratto apprestandosi a disputare la sua quindicesima stagione in bianconero con 441 presenze e 59 gol all’attivo. Dopo un inizio di campionato non esaltante, alla fine di novembre Ruvo viene esonerato con la squadra quindicesima in classifica dopo 15 gare  e viene sostituito dal vice Vincenzo Ranieri che già aveva sostituito Gianni Nucera a inizio 2021. Il 21 gennaio 2024, dopo la sconfitta con il Ligorna e avendo collezionato solo sei punti, Ranieri viene esonerato e viene richiamato Ruvo con la squadra ora terzultima. Ruvo riporta sotto il team bianconero disputando un girone di ritorno da vertice e conquista la matematica permanenza in categoria con due giornate di anticipo nella gara vinta con l'Asti per 4-2; la Lavagnese termina 13ª in classifica.
La nuova stagione 2024/2025 si apre già a maggio con l'interruzione del rapporto con Alberto Ruvo e il nuovo incarico affidato a Giorgio Roselli il quale come ultima esperienza ha allenato il Brindisi in Serie C. Mister Roselli viene affiancato dalla bandiera bianconera Giacomo Avellino, detentore del record di presenze con la Lavagnese, ben 465 in 13 stagioni (oltre che 60 reti). La squadra bianconera arriva fino in semifinale in Coppa Italia Serie D venendo eliminata dal Ravenna. Nel mese di marzo 2025, non avendo raggiunto un accordo per la stagione seguente, mister Roselli viene sollevato dall’incarico e sostituito dal vice Avellino con la squadra settima in classifica. Dopo aver raggiunto il quinto posto, la Lavagnese viene eliminata in semifinale play-off per mano della NovaRomentin. A fine maggio viene annunciato come nuovo allenatore per la stagione seguente Vincenzo Ranieri, responsabile della scuola calcio reduce da un buon settimo posto alla guida della Juniores e che torna per la terza volta sulla panchina bianconera; Avellino invece torna a fare il vice.

### Campi di gioco
Dal 1919: il primo campo di gioco dell'Unione Sportiva Lavagna fu la spianata antistante la stazione ferroviaria, l'attuale Piazza Torino.
Dal 29 novembre 1923: Piazza Vittorio Veneto, fu a partire da tale data che il comune ne concesse all'US Lavagnese l'utilizzo, non soltanto per le partite di calcio, ma anche per quelle di tamburello, lancio del giavellotto, lancio del disco e per le esibizioni del coro cittadino lavagnese.
Anni '20 e '30: l'US Lavagnese disputò incontri amichevoli e alcuni tornei circondariali chiedendo spesso ospitalità alla vicina Chiavari sui terreni di Corso Dante (fra il 1921 e il 1933).

Il 25 ottobre 1936 venne sottoscritta la convenzione tra il Comune di Lavagna e un benefattore cittadino che aveva fatto fortuna in Venezuela, il commendatore Edoardo Riboli per la costruzione a suo carico del Campo Sportivo del Littorio.

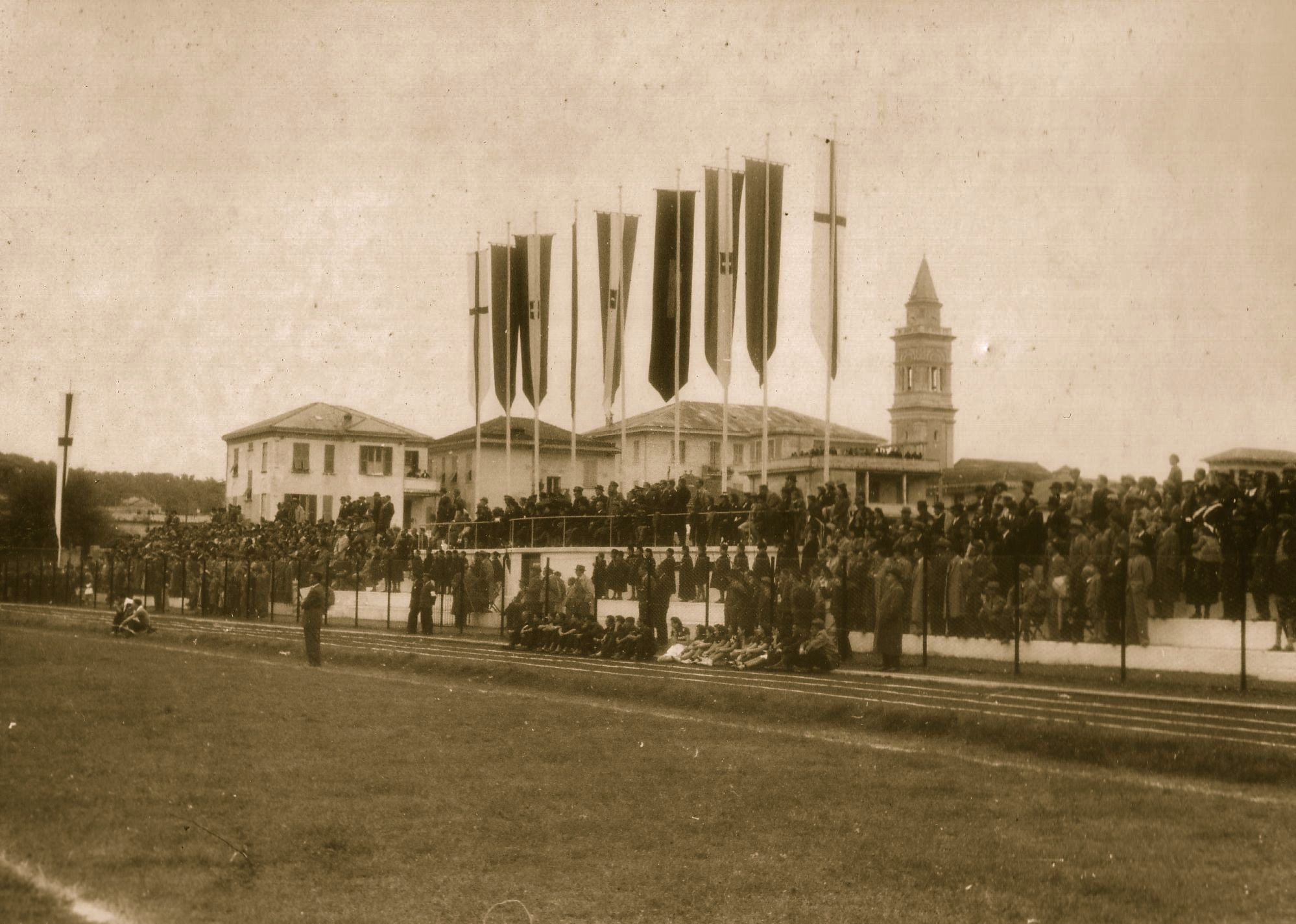
Inaugurazione dello Stadio Edoardo Riboli il 1º novembre 1939

Dal 1º novembre 1939: le formazioni calcistiche lavagnesi si esibirono sul Campo Sportivo del Littorio in seguito intitolato a Edoardo Riboli. La cerimonia ufficiale alla quale intervennero tutte le autorità cittadine assieme al benefattore commendator Edoardo Riboli, venne seguita dalla partita inaugurale disputata fra il Genova 1893 A e il Genova 1893 B e terminata con il punteggio di 10-1.
Nella stagione sportiva 1945-46 la US Lavagnese giocò il Campionato di Prima Divisione sul terreno del Comunale di Chiavari, il Riboli era infatti inagibile per l'occupazione subita nel periodo bellico da parte dei soldati alleati che lo usarono come area di sosta per i loro carri armati.
Nel 1969 lo stadio venne dotato di impianto di illuminazione (il primo del comprensorio del Tigullio), i passaggi pedonali vennero asfaltati e l'insieme delle strutture verniciato.
Nel 2002, anno della promozione in Serie D, il manto del Riboli diviene il primo in sintetico nel comprensorio levantino, gli ammodernamenti del 2012 e del 2022 secondo gli standard più recenti lo rendono uno dei migliori terreni di gioco della categoria.

### La Super Ball Vis
Paradosso calcistico tutto lavagnese fu quello che si verificò nel 1934, quando in una Lavagna priva di calcio e di un campo regolare, si affermò a livello nazionale e internazionale un'azienda, la Super Ball Vis, che avrebbe fornito di lì a un anno i nuovi palloni ufficiali per la Serie A, la nazionale azzurra di Vittorio Pozzo, la Coppa Internazionale e la Coppa Europa per Club e per tanti anni ancora per numerose manifestazioni sportive, come le Olimpiadi del 1952 in Finlandia e del 1960 a Roma.
Il pallone "Condor" aveva una circonferenza di 68 cm e un peso compreso tra i 400 e i 440 grammi.
La Super Ball Vis, azienda con sede a Lavagna, che durante la guerra produsse anche scarpe militari, alla ripresa dell'attività agonistica offrì il Condor per le sfide domenicali della Lavagnese al Riboli. Si narra persino che i nuovi palloni venissero usati come merce di scambio nelle trattative di mercato con altre società: l'Entella ne chiese sette nel 1946 per passare ai cugini bianconeri il giocatore Consonni.
A partire dagli anni '70 la contemporanea comparsa sul mercato di multinazionali del settore (Adidas in primis) costrinse a un adeguamento delle strutture dell'azienda con il passaggio a un nuovo assetto societario, il trasferimento della sede a San Salvatore di Cogorno e in tempi più recenti la vendita del marchio, tuttora esistente, a una ditta specializzata.

## Stadio
Dal 1919 il primo campo di gioco della U.S. Lavagnese fu la spianata antistante la Stazione Ferroviaria, l'attuale Piazza Torino. Dal 29 novembre 1923 il Comune concesse all'Unione l'utilizzo di Piazza Vittorio Veneto per le partite di calcio, di tamburello, di lancio del giavellotto, di lancio del disco e per le esibizioni del coro cittadino lavagnese. Dal 1º novembre 1939 le formazioni calcistiche lavagnesi si esibirono sul campo sportivo del Littorio, in seguito intitolato a Edoardo Riboli. Nel 1969 lo stadio venne dotato di impianto di illuminazione (il primo del comprensorio nel Tigullio), i passaggi pedonali vennero asfaltati e l'insieme delle strutture verniciato. Nel 2002, anno della promozione in serie D, il manto del Riboli è stato trasformato in sintetico di ultima generazione a opera del Comune di Lavagna diventando il primo sintetico per 11 giocatori in Liguria.
Lo stadio presenta le seguenti caratteristiche:
- Posti totali: 1221 (di cui 882 coperti)
- Fondo: erba sintetica di ultima generazione
- Posti coperti: Tribuna 663 + 12 diversamente abili (675) e Gradinata Nord 204 + 3 diversamente abili (207)
- Posti scoperti: Gradinata Est Ospiti 336 + 3 Diversamente abili (339)

## Società
Se la Lavagnese è diventata in pochi anni un esempio da seguire nell'élite dilettantistica del calcio nazionale e della Liguria gran parte dei meriti vanno sicuramente addotti al presidentissimo Stefano Compagnoni, uomo che ha saputo interpretare e rappresentare nel migliore dei modi il passato prossimo, il presente e il futuro della società bianconera. In poche stagioni, grazie alla politica della programmazione e della valorizzazione di tutte le componenti umane ed economiche, la Lavagnese è riuscita a trasformarsi da una delle tante semplici realtà locali a sodalizio organizzato, che ha saputo coinvolgere grazie alla passione, al dinamismo e alle innegabili capacità del suo nocchiero, tutte le componenti cittadine rendendole "orgogliose di essere lavagnesi".

### Organigramma societario
- Stefano Compagnoni - Presidente
- Giorgio Compagnoni - Vice Presidente
- Giacomo Nicolini - Direttore generale
- Roberta Compagnoni - Responsabile Amministrazione, Finanza e Controllo

Area corporate
- Angelo Birindelli - Segretario generale
- Agostino Prestileo - Segretario settore giovanile
- Ivano Bellodi - Consigliere e tesoriere
- Davide Focacci - Collaboratore della Gestione Sportiva/Addetto Stampa
- Davide Cuccu - Comunicazione, Social media manager, Graphic Manager
- Andrea Fusieto Merciari - Responsabile Marketing
- Davide Natalini - Responsabile Marketing SG
- Germano Lambruschini - Responsabile operativo e Addetto arbitri
- Gianluigi Picerno - Responsabile Sicurezza

Area sportiva
- Andrea Croci - Direttore sportivo
- Federico Giacomini - Direttore Tecnico
- Massimo Ferrarotti - Team Manager
- Walter Noris - Responsabile settore giovanile
- Vincenzo Ranieri - Responsabile Scuola calcio
- Davide Brunello - Coordinatore tecnico e metodologico Settore giovanile
- Pino Carolei - Responsabile logistica
- Adolfo Di Stefano - Addetto logistica
- Antonio Felleti - Addetto logistica
- Paolo Saccani - Addetto logistica
- Mauro Ottone - Consigliere e Responsabile Stadio
- Sandro Beronio - Responsabile Steward

Area sanitaria
- Dr.ssa Angela Lozan - Medico sociale
- Dr.ssa Flavia Pozzi - Medico sociale Settore Giovanile
- Dr.ssa Sabrina Benvenuto - Psicologa
- Antonio Canessa - Massaggiatore

### Sponsor tecnico
- 1919-1989 .....
- 1990-2014 Erreà
- 2015-2018 Macron
- 2019-2025 Adidas

## Colori e simboli

### Colori
I colori sociali dell'Unione Sportiva Lavagnese sono il bianco e il nero. La divisa classica è sempre stata composta da una maglia a strisce verticali bianconere più o meno larghe, abbinata a calzettoni bianchi o neri e calzoncini bianchi o neri. Uniche eccezioni quella rosa del 1928 e quella bianco celeste dell' dell'A.C.Lavagna del 1990. La seconda maglia è variata negli anni ed è stata rosa con una banda verticale bianconera nel 1963, blu con una banda obliqua bianca nel 1973, gialla nel 1990, arancio nel 2000, nera nel 2015 e rossa dal 2018.

### Maglie storiche
| 1919 | 1920 | 1928 | 1946 | 1990 | 2019 |
| ---- | ---- | ---- | ---- | ---- | ---- |

### Simboli
Lo scudo svizzero a strisce bianconere con all'interno un altro scudo svizzero recante l'anno di fondazione e una palla da calcio è stato il logo dell'Unione Sportiva Lavagnese dall'inizio al 2014.
Poi, con le celebrazioni del Centenario, nel 2019, al posto del pallone comune è stato inserito il Superball Vis con il numero 100.

Dal 2024 il nuovo logo è più lineare pur mantenendo i tratti storici del Club di via Riboli.

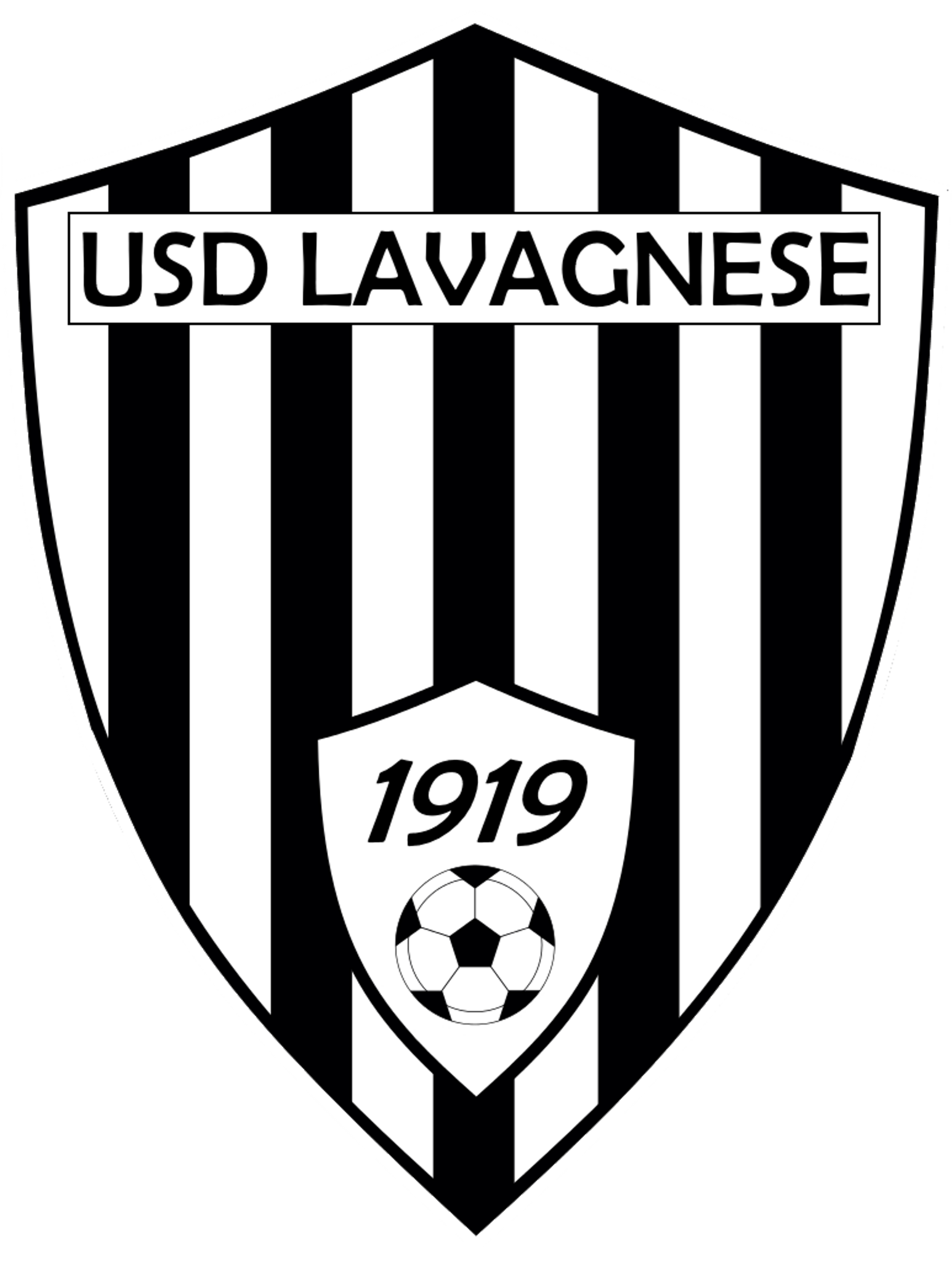
Il logo utilizzato dal 2015 al 2018.
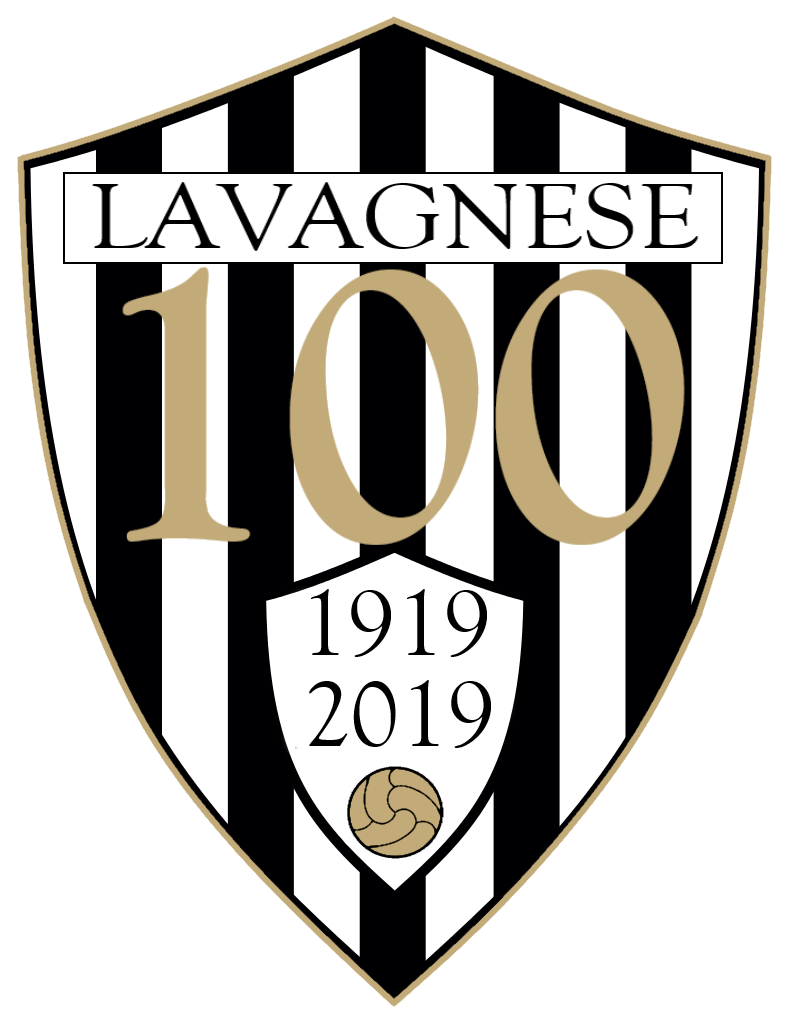
Il logo utilizzato per il Centenario dal 2019 al 2020.
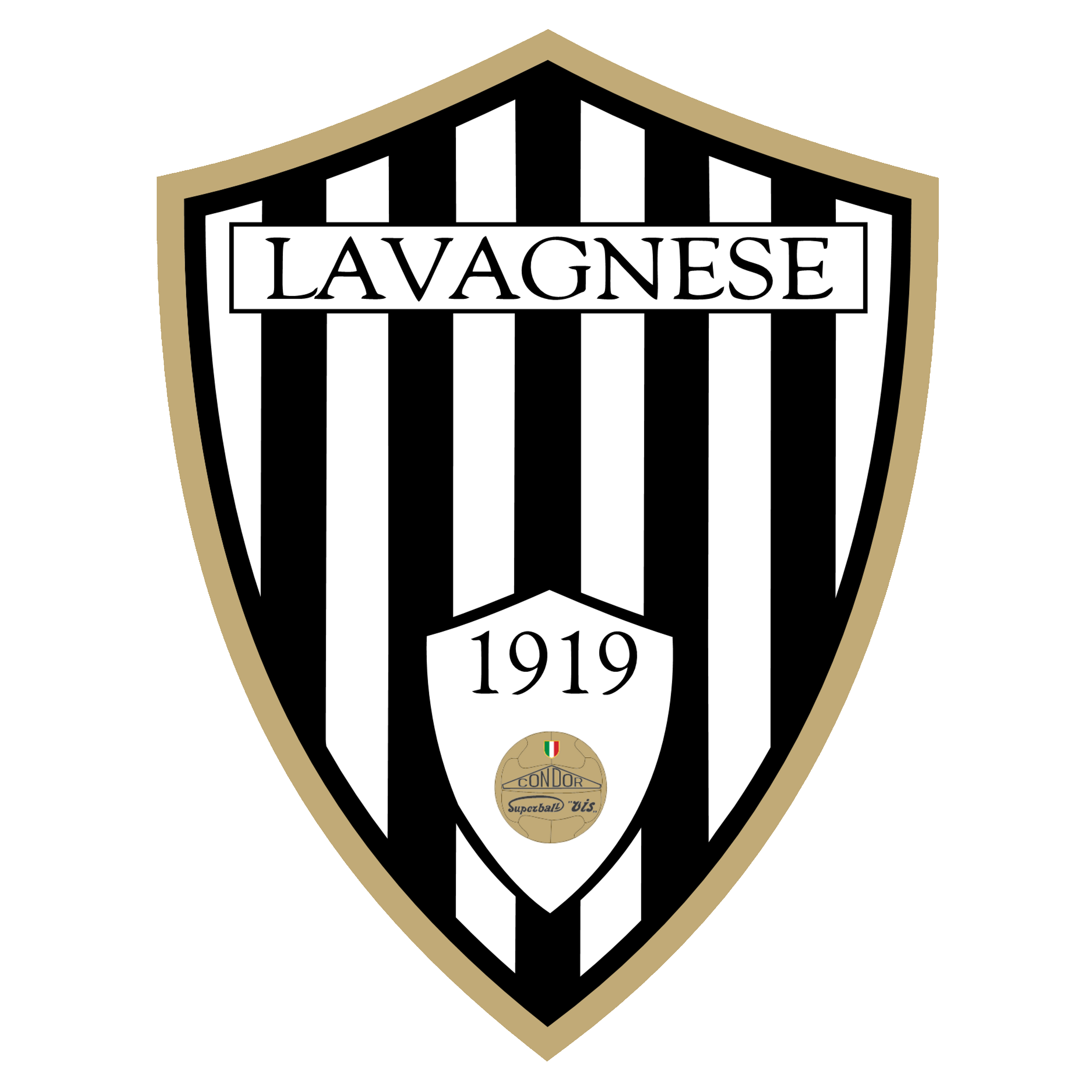
Il logo utilizzato dal 2021 al 2024.
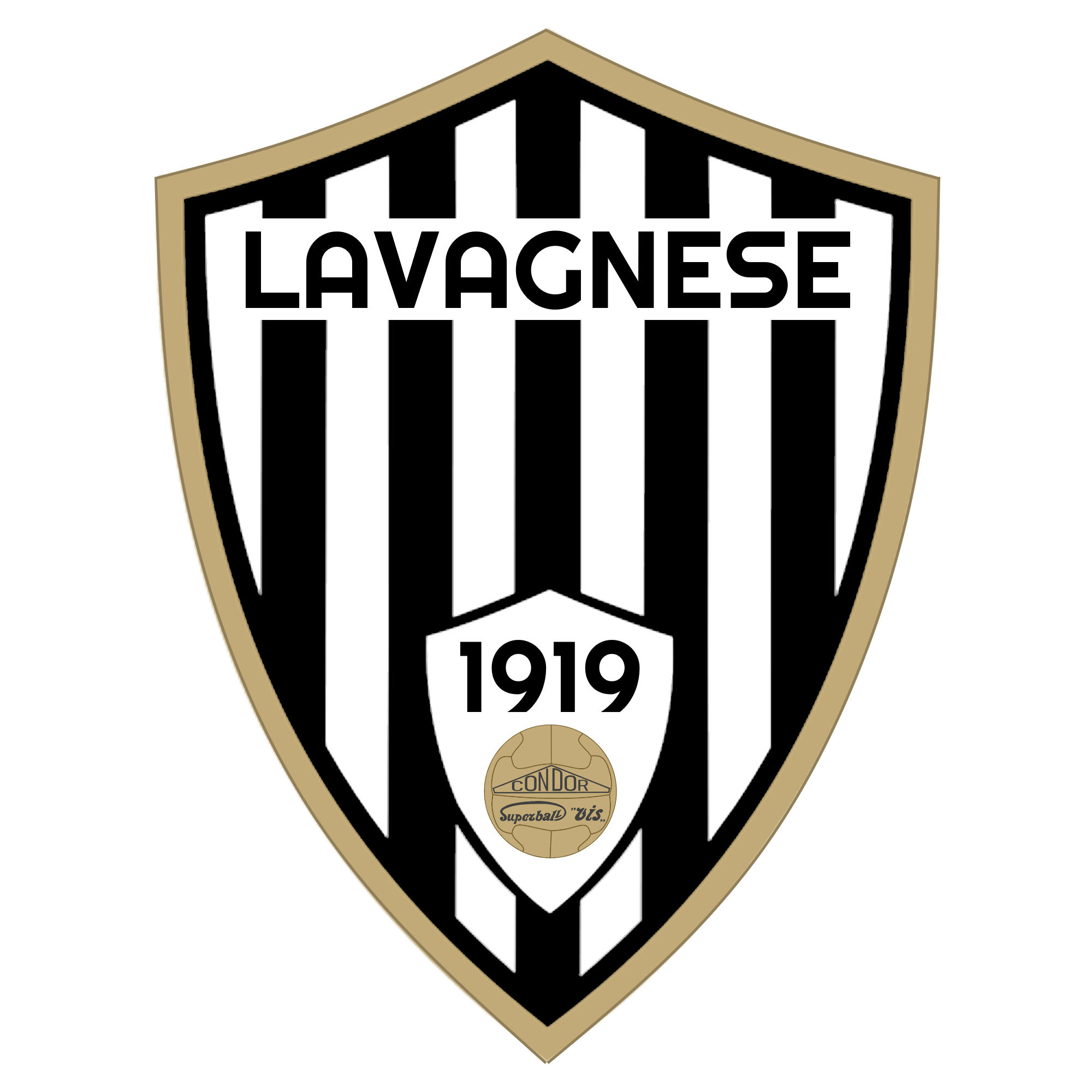
Il nuovo logo utilizzato dal 2024.

### Inno
____________________________________________________________
Siamo quelli della fissazione per vecchia tradizione
però siamo i più forti, però siamo i più bravi
un bruco bianconero con le scarpe da pallone
che fa gridare più forte questa nostra canzone
Lavagnese olè, Lavagnese olè
e allora faremo gool, e allora faremo gool
Dalla Marina, dal Bronzino (rubinetto pubblico) e da tutti i rioni
viene gente sportiva sui campi da pallone
tifosi di Lavagna non perdete l'occasione
per poter gridare più forte questa nostra canzone olè olè olè
Da Aldo e da Lello nostri vecchi campioni
i giovani che ci sono ora hanno imparato la lezione
fanno gioco di squadra, sanno giocare il pallone
fanno gridare più forte questa nostra canzone
Lavagnese olè, Lavagnese olè
E allora faremo gool, e allora faremo gool
Lavagnese olè, Lavagnese olè
E allora faremo gool, e allora faremo gool.»
(Gianni Raffo - Fessua, Lavagneise olé)

## Allenatori e presidenti
- 1919  Giuseppe Vignale
- 1924  Luigi Raffo
- n.n.  Quintino Aimini
- 1940  Luigi Rossi[17]
- 1945  Giovanni Gaia
- 1945  Pierino Ravenna
- 1945-1946  Giovanni Battista Carrara
- 1946  Giuseppe Rivarola (Commissario Straordinario)
- 1946-1947  Giuseppe Magnetto
- 1947-1948  Gio Batta Borgonovo
- 1952-1953  Giuseppe Rivarola
- 1953-1955  Pietro Barsotti
- 1955-1958  Stefano Caffese
- 1958-1959  Giuseppe Magnetto
- 1959-1960  Francesco Baratta
- 1961-1962  Gianluigi Barbero
- 1961  Agostino Sanguineti
- 1961  Andrea Covacci
- 1962  Andrea Chiappe
- 1962-1965  Mario Repetto
- 1965-1966  Carlo Sottanis (Commissario Straordinario)
- 1967-1968  Marco Rossato
- 1969  Rolando Soliani
- 1969-1971  Giuseppe Pianello
- 1972-1974  Gerolamo Pietra
- 1974-1978  Pier Luigi Gaviglio
- 1978  Adolfo Clerici
- 1981-1982  Giuliano Esposto
- 1985-1986  Guido Sanguineti
- 1986-1987  Giuseppe Galliano
- 1987-1989  Mario Bernardi
- 1989-1990  Aldo Scatizzi
- 1990-1991  Lorenzo Garibaldi
- 1991-1992  Lamberto Lambruschi
- 1994-1998  Aldo Scatizzi
- 1998-1999  Giuseppe Iaffaldano
- 1999- in carica  Stefano Compagnoni

- 1945-1946 -  Giulio Sanguineti
- 1946-1948 -  Annibale Scapini
- 1948-1950 -  Pietro Pastorino
- 1950-1951 -  Annibale Scapini
- 1951-1956 -  Aldo Zucchero
- 1956-1959 -  Umberto Lena
- 1959-1962 -  Aldo Zucchero
- 1962-1963 -  Vittorio Sardelli
- 1962-1963 -  Pietro Pastorino
- 1963-1964 -  Federico Munerati
- 1963-1964 -  Aldo Zucchero
- 1964-1965 -  Edoardo Avvenente
- 1965-1966 -  Rino Di Fraia
- 1965-1966 -  Luigi Parodi
- 1966-1968 -  Aldo Zucchero
- 1966-1968 -  Gian Battista Odone
- 1966-1968 -  Rinaldo Baiardo
- 1968-1969 -  Rinaldo Baiardo
- 1969-1970 -  Luciano Delfino
- 1970-1971 -  Basilio Parodi
- 1971-1972 -  Edilio Solari
- 1972-1973 -  Albino Cella
- 1972-1973 -  Edilio Solari
- 1973-1974 -  Edilio Solari
- 1973-1974 -  Ivo Pattaro
- 1973-1974 -  Sergio Ghilino
- 1974-1977 -  Ivo Pattaro
- 1978-1979 -  Enrico Scotto
- 1979-1980 -  Luigi Visani
- 1980-1981 -  Ivo Pattaro
- 1981-1983 -  Gianfranco Rota
- 1983-1984 -  Wildon Torrini
- 1983-1984 -  Francesco Cipolli
- 1984-1986 -  Giorgio Fossa
- 1986-1987 -  Francesco Cipolli
- 1986-1988 -  Pietro Montanari
- 1988-1989 -  Antonio Odasso
- 1989-1991 -  Roberto Baretto
- 1991-1993 -  Wildon Torrini
- 1993-1994 -  Stefano Risaliti
- 1994-1995 -  Gianfranco Stoppino
- 1995-1996 -  Alessandro Quagliaroli
- 1995-1996 -  Roberto Baretto
- 1996-1998 -  Alberto Cagnoli
- 1997-1998 -  Mauro Della Bianchina
- 1998-1999 -  Wildon Torrini
- 1999-2003 -  Alberto Mariani
- 2002-2003 -  Davide Lucarelli
- 2003-2005 -  Costanzo Celestini
- 2005-2006 -  Rino Lavezzini
- 2005-2006 -  Eugenio Bersellini
- 2006-2008 -  Claudio Maselli
- 2008-2009 -  Marco Falsettini
- 2009-2016 -  Andrea Dagnino
- 2016-2017 -  Luca Tabbiani
- 2017-2018 -  Gabriele Venuti
- 2017-2018 -  Gianni Nucera
- 2018-2019 -  Luca Tabbiani
- 2019-2021 -  Gianni Nucera
- 2020-2021 -  Vincenzo Ranieri
- 2020-2021 -  Cristiano Masitto
- 2021-2022 -  Gianluca Fasano
- 2021-2022 -  Gianni Nucera
- 2022-2023 -  Vincenzo Cammaroto
- 2022-2023 -  Alberto Ruvo
- 2023-2024 -  Alberto Ruvo
- 2023-2024 -  Vincenzo Ranieri
- 2023-2024 -  Alberto Ruvo
- 2024-2025  Giorgio Roselli
- 2024-2025  Giacomo Avellino
- 2025-2026  Vincenzo Ranieri

## Calciatori
Gianmarco Genovali, ha militato nella Lavagnese per due anni dal 2014 al 2016, allo stesso tempo nel 2015 fece il triplete di beach soccer con il Viareggio Beach Soccer.

## Palmarès

### Competizioni regionali
- Prima Divisione: 1

1951-1952 (girone A)
- Eccellenza: 1

2001-2002
- Prima Categoria: 4

1960-1961 (girone B), 1961-1962 (girone B), 1980-1981 (girone C), 1999-2000 (girone D)

## Statistiche e record

### Partecipazione ai campionati nazionali
| Livello | Categoria       | Partecipazioni | Debutto   | Ultima stagione | Totale |
| ------- | --------------- | -------------- | --------- | --------------- | ------ |
| 3º      | Serie C         | 2              | 1946-1947 | 1947-1948       | 2      |
| 4º      | Prima Divisione | 2              | 1940-1941 | 1945-1946       | 29     |
| 4º      | Promozione      | 3              | 1948-1949 | 1950-1951       | 29     |
| 4º      | Serie D         | 25             | 1962-1963 | 2025-2026       | 29     |

### Partecipazione alle coppe nazionali
| Livello | Categoria | Partecipazioni | Debutto   | Ultima stagione | Totale |
| ------- | --------- | -------------- | --------- | --------------- | ------ |
| 4º      | Serie D   | 22             | 2002-2003 | 2025-2026       | 21     |

### Partecipazione ai campionati regionali: 49
| Livello | Categoria                       | Partecipazioni | Debutto   | Ultima stagione | Totale |
| ------- | ------------------------------- | -------------- | --------- | --------------- | ------ |
| Vº      | Prima Divisione                 | 1              | 1951-1952 | 1951-1952       | 31     |
| Vº      | Promozione                      | 14             | 1952-1953 | 1977-1978       | 31     |
| Vº      | Campionato Nazionale Dilettanti | 2              | 1957-1958 | 1958-1959       | 31     |
| Vº      | Prima Categoria                 | 7              | 1959-1960 | 1967-1968       | 31     |
| Vº      | Eccellenza                      | 7              | 1991-1992 | 2022-2023       | 31     |
| VIº     | Prima Categoria                 | 5              | 1974-1975 | 1980-1981       | 16     |
| VIº     | Promozione                      | 11             | 1981-1982 | 2000-2001       | 16     |
| VII°    | Prima Categoria                 | 2              | 1998-1999 | 1999-2000       | 2      |